# Crataegus harbisonii
Crataegus harbisonii — вид квіткових рослин із родини трояндових (Rosaceae).

## Біоморфологічна характеристика
Це дерево чи кущ 50–80 дм заввишки. Нові гілочки мало ворсисті, 1-річні каштано-коричневі, стають гладкими; колючки на гілочках часті, 2-річні блискучі, темно-коричневі або майже чорні, міцні, 3–4 см. Листки: ніжки листків 15–20% від довжини пластини, рідко запушені, залозисто-крапчасті; листові пластини блискучі, зелені, від широко еліптичних до яйцеподібних, 4–7 см, частки 0 або 1–4 з кожного боку, верхівка гостра, краї зубчасті, нижні поверхні запушені на жилках, верх притиснено-волосистий молодим. Суцвіття 5–12-квіткові. Квітки 20–25 мм у діаметрі; гіпантій запушений; чашолистки ланцетні; тичинок 20; пиляки від кремових до світло-жовтих. Яблука від оранжево-червоних до червоних, 12–22 мм у діаметрі, ± запушені. 2n = 68. Період цвітіння: початок травня; період плодоношення: вересень — листопад.

## Ареал
Зростає у південно-східному США (Алабама, Джорджія, Міссісіпі, Теннессі).
Населяє лісисті пагорби, чагарники на березі річки; на висотах 0–200 метрів.